# Franz Polak

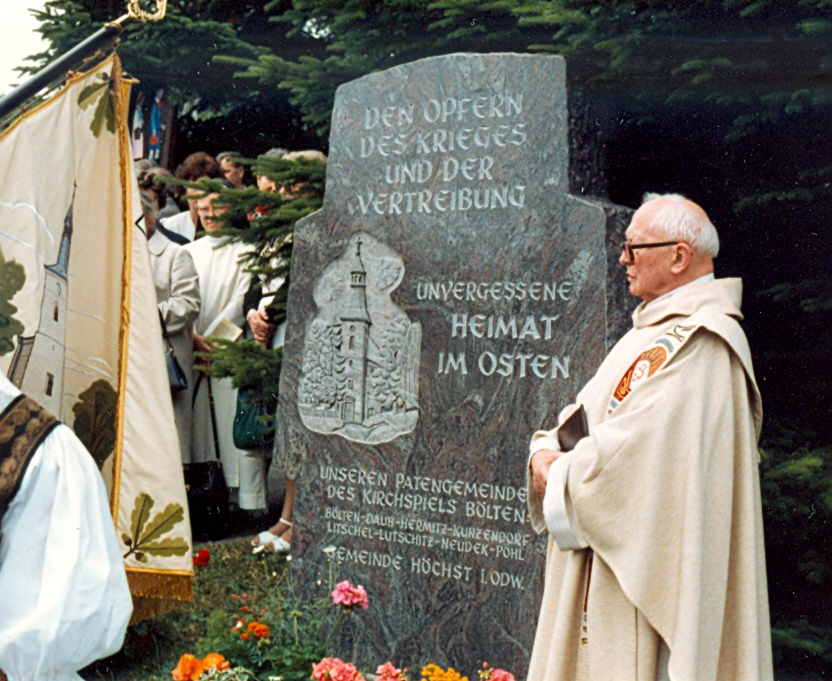
Opfergedenken mit Pfarrer Franz Polak beim Böltener Heimattreffen 1988 in Höchst im Odenwald

Franz Polak (* 12. Mai 1909 in Brüsau; † 20. Oktober 2000 in Höchst im Odenwald) war ein deutscher römisch-katholischer Pfarrer und Ehrenbürger von Bölten (jetzt:Bělotín) und Höchst im Odenwald.

## Leben
Franz Polak studierte Theologie in Olmütz und wurde 1933 zum Priester geweiht. Nach einer Tätigkeit als Kaplan und Administrator in Bölten erfolgte 1936 die Bestellung zum Pfarrer. 1946 wurde er als Sudetendeutscher mit Angehörigen seiner Böltener Pfarrei in die amerikanische Besatzungszone Deutschlands vertrieben. Er gelangte in das Auffanglager Sandbach im Odenwald und über das nahe Neustadt nach Höchst im Odenwald. Dort wurde er mit dem Aufbau einer neuen Pfarrei in der Diaspora beauftragt.
Im Odenwald veranstaltete Pfarrer Polak schon ab 1946 Heimattreffen, aus räumlichen Gründen bis 1951 in der Kreisstadt Erbach, nachfolgend in Höchst im Odenwald. Diese Gemeinde übernahm schon 1953 die Patenschaft für Bölten, später auch für die sieben anderen Gemeinden des Kirchspiels mit insgesamt 3.649 Einwohnern (am 17. Mai 1939).
Unter Polak wurden bis 1964 in Höchst im Odenwald u. a. die Christkönigs-Kirche und ein Pfarrhaus erbaut.

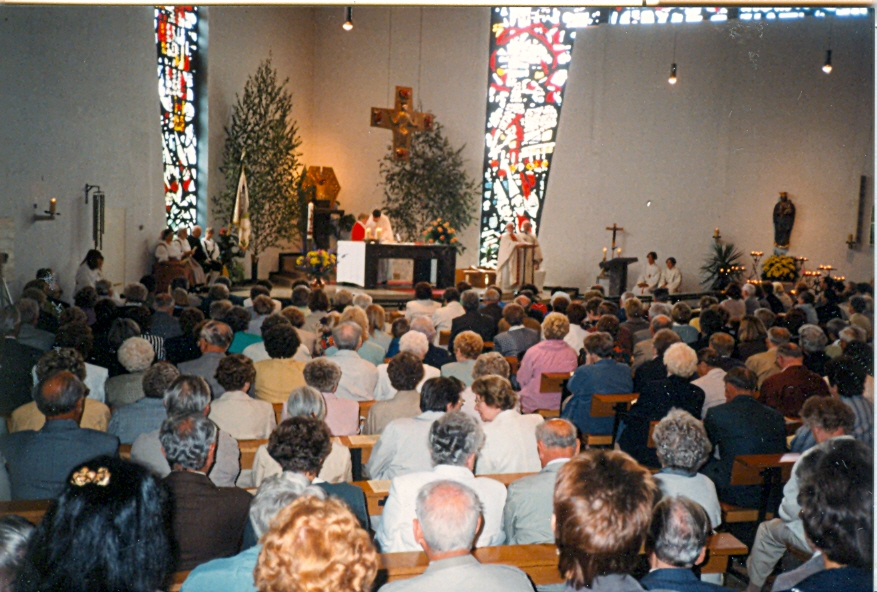
Festgottesdienst mit Pfarrer Franz Polak in der Christkönigskirche anlässlich des 50. Böltener Heimattreffens 1996 in der Patengemeinde Höchst im Odenwald

Polak förderte die Integration der Heimatvertriebenen, das interkonfessionelle Einvernehmen im Odenwaldkreis, die Renovierung der Heimatkirche St. Georg sowie die Anbahnung eines Partnerschaftsverhältnisses mit der neubesiedelten tschechischen Gemeinde Bělotín.

## Ehrungen
Franz Polak war Ehrenbürger der bis zum Ende des Zweiten Weltkrieges deutschen Gemeinde Bölten / Ostsudetenland und nach der Vertreibung aus der wiedererrichteten CSR Ehrenbürger der Patengemeinde der Böltener, Höchst im Odenwald. Außerdem erhielt er den Ehrenbrief des Landes Hessen. Bischof Karl Lehmann ernannte Pfarrer Polak 1986 zum Geistlichen Rat, und zwar „als Zeichen meines Dankes und meiner Wertschätzung Ihres priesterlichen Wirkens, insbesondere beim Aufbau der Pfarrei Höchst und der treuen Sorge für Ihre heimatvertriebenen Böltener Landsleute“. In Höchst im Odenwald ist das Gemeindehaus der Pfarrei Christ-König nach ihm benannt.